# Echidna (mitologie)
Echidna a fost în mitologia greacă o ființă monstruoasă, jumătate femeie și jumătate șarpe.
Trăia într-o peșteră unde își folosea chipul frumos pentru a atrage bărbați. După ce erau prinși Echidna îi mânca de vii. 
Împreună cu Typhon au dat naștere altor monștri: Himera, vulturul ce i-a mâncat ficatul lui Prometeu, Cerberul, Hidra din Lernae etc.
Se presupune că Echidna și odraslele ei sunt responsabile pentru toate nenorocirile și haosul ce a existat în lume.